# Quae in patriarchatu
Quae in patriarchatu ist eine Enzyklika von Papst Pius IX.; sie wurde am 16. November 1872 veröffentlicht und trägt den Untertitel: Über die Kirche in Chalcedon. Die Enzyklika ist an den Patriarchen, die Erzbischöfe, Bischöfe und Ordensvorsteher der chaldäisch-katholischen Kirche gerichtet. Der Papst fasste die Geschichte des Patriarchen Joseph Audo zusammen und nahm dessen spätes Reuebekenntnis und den Treueeid zu Rom an.

## Zur Geschichte
Schon im sechzehnten Jahrhundert bestätigte Julius III. einen Patriarchen der katholischen Chaldäer. Innozenz XI. begründete 1681 diese Union noch fester, indem er wieder einen Patriarchen mit dem Sitz in Diyarbakır/Amida bestätigte. Fortwährend schlossen sich Nestorianer mit ihren Bischöfen der römischen Kirche an. Unter Klemens XIV. wandte sich auch der in Kurdistan residierende Patriarch an den römischen Stuhl und wurde von diesem am 17. Juni 1771 anerkannt. Unter Pius VI. traten wiederum mehrere Nestorianer zur katholischen Einheit über, ebenso unter Pius VIII., der 1830 den Patriarchalsitz von Diyarbakir nach Babylon verlegte. Um diese Zeit schwand durch Krieg, Cholera und Hungersnot die Zahl der Gläubigen dieses chaldäischen Ritus bedeutend. Streitigkeiten zwischen dem Patriarchen und seinen Bischöfen hatte 1835 der apostolische Visitator geschlichtet, und drei Jahre später bereiste dieser auf einer Visitationsreise gemeinsam mit dem Patriarchen einige Provinzen.

## Patriarch Joseph VI. Audo
In seiner Enzyklika führte Pius IX. zur Wahl und zum Konflikt mit Joseph Audo aus:

„Patriarch Nikolaus Issaia Jakobi legte freiwillig seine Amtswürde nieder. Bischof Joseph Audo (Bischof von Amida) wurde mit der Bekanntmachung dieser Resignation und der Vorbereitung einer kanonischen Wahl beauftragt. Am 26. Dezember 1847 wurde zu Mosul ebendieser Joseph Audo zum Patriarchen erwählt und am 11. September 1848 inthronisiert. Es folgte eine langwierige und schwierige Zeit von Glaubenskonflikten und Festlegungen der Gerichtsbarkeit, bis schließlich die Kongregation für die Verbreitung des Glaubens diesen Streit am 6. März 1865 beilegt und eine Kardinalsversammlung beschloss die Machtbefugnisse des Patriarchen von Babylon der Chaldäer nicht auszuweiten.“

### Der Konflikt
Joseph Audo zeigte sich zunächst uneinsichtig, schrieb der Papst weiter, und stimmte erst später dem Dekret zu. Er weigerte sich auch die von Rom vorgeschlagenen Priester zu Bischöfen zu weihen und änderte erst seine Einstellung, nachdem er vom Papst auf seine apostolische Pflicht verwiesen worden war. Dem Papst gelang somit die Wiederherstellung der kirchlichen Disziplin. Gleichwohl ordnete der Papst die Verantwortungsbereiche in Teilen der Ostkirche neu und legte die kirchlichen Grenzen, Zuständigkeitsbereiche und den chaldäischen Ritus fest. Mit dieser Enzyklika erklärte Pius IX. die weitere Zusammenarbeit zwischen dem Heiligen Stuhl und dem Patriarchen von Babylon der Chaldäer und erkannte die Loyalitätserklärung des Patriarchen an.